# Hannes Schnier
Johann „Hannes“ Schnier (* 23. März 1977 in Wien) ist ein österreichischer Dartspieler. Als zweiter seines Landes nach Christian Gödl qualifizierte er sich 2024 für die WDF-Weltmeisterschaft. Außerdem nahm er einmal im Jahr 2009 an der PDC-Weltmeisterschaft teil.

## Karriere
Hannes Schnier war vor allem in früheren Jahren ein erfolgreicher Softdarts-Spieler. So gewann er 2001 die Europameisterschaft und erreichte dort in den kommenden Jahren noch zweimal das Finale. Im Steeldarts trat er zunächst international bei den Turnieren der British Darts Organisation (BDO) an, beispielsweise beim World Masters. Im Jahr 2006 gewann Schnier die Österreichische Meisterschaft, indem er im Finale Dietmar Burger mit 7:6 besiegte. Im gleichen Jahr versuchte er sich erstmals für die PDC World Darts Championship zu qualifizieren, scheiterte aber im Achtelfinale des deutschsprachigen Qualifiers.
Einen ersten Gehversuch machte Schnier auf der PDC Pro Tour beim PDPA Players Championship Germany 2007, verlor aber im ersten Spiel – wenn auch knapp – gegen Weltmeister Raymond van Barneveld. Daraufhin spielte Schnier die Floor-Turniere der neu gegründeten German Darts Corporation, wo er direkt beim ersten Turnier des Halbfinale und drei Viertelfinale erreichte. Er nahm daraufhin auch bei der ersten German Darts Championship 2007 teil, gewann aber nur ein Spiel.
2008 nahm Schnier erneut an einigen Players Championships teil, kam jedoch nie über die letzten 64 hinaus. Deutlich besser verlief es für ihn bei der GDC Pro Tour. Hier konnte er im Mai erstmals einen Turniersieg erringen. Dafür besiegte er Maik Langendorf und Andree Welge, bevor er im Finale Alexander Köhler mit 3:0 schlug. Dazu kamen zwei Halbfinale und ein weiteres Finale im Oktober, welches aber gegen Welge mit 0:3 verloren ging. Als Vertreter der German Darts Corporation war Schnier damit für sein erstes PDC-Major, die European Darts Championship 2008, qualifiziert. In der ersten Runde traf Schnier auf Adrian Lewis und verlor mit 2:5. Bei der German Darts Championship gewann Schnier drei Spiele, bevor er unter den letzten 32 Dennis Priestley unterlag.
Dank seiner guten Leistungen bei der German Darts Corporation war Schnier erstmals für die PDC World Darts Championship 2009 qualifiziert. Er musste jedoch in einer Vorrunde antreten und traf dort auf den chinesischen Qualifikanten Shi Yongsheng. Dieses Spiel, das eines der schwächeren der WM war, verlor Schnier mit 4:6. Sein darauffolgendes Jahr verbrachte Schnier vor allem auf den deutschen, österreichischen und niederländischen Pro Tour-Turnieren. Große Erfolge blieben zwar aus, jedoch erreichte er im April zum ersten Mal die letzten 32.
2010 und 2011 war Schnier weniger bei Steeldarts-Events unterwegs. Beim Western Europe Qualifier zur WM 2012 schied Schnier im Achtelfinale aus. Ein Jahr später kehrte Schnier auf die BDO Tour zurück. Er spielte das World Masters 2012, wo er zwei Spiele gewann und schließlich gegen Darryl Fitton ausschied. Im Mai 2014 erreichte Schnier bei den Hungarian Open, einem Turnier der World Darts Federation (WDF), das Halbfinale. Er versuchte sich daraufhin erfolglos an der Qualifikation für die BDO World Darts Championship und nahm ebenfalls ohne großen Erfolg am World Masters teil.
2018 nahm Schnier erstmals an der PDC Qualifying School teil und versuchte, sich eine Tour Card zu erspielen. Nachdem dies misslang, schaffte er es im April, sich durch den Host Nation Qualifier für die Austrian Darts Open, ein Turnier der European Darts Tour, zu spielen. Dort verlor er in der ersten Runde mit 3:6 gegen James Wade. Über den damals noch existierenden Europäischen Qualifier schaffte es Schnier auch zur Gibraltar Darts Trophy 2018, wo er seinen ersten Sieg auf der European Tour erzielte. In der ersten Runde schlug er den Gibraltarer Roy Asquez mit 6:2. In der zweiten Runde blieb er jedoch gegen Jonny Clayton chancenlos. Im November spielte sich Schnier bei den Czech Open, einem WDF-Turnier, ins Finale. IN diesem unterlag er Karel Sedláček mit 2:6.
Bei der Q-School 2019 spielte sich Schnier einmal ins Halbfinale, er ließ jedoch den letzten Tag aus und schaffte es auch aufgrund von schwächeren Leistungen an den Tagen zwei und drei letztlich nicht, eine Tour Card zu ergattern. Als Host Nation Qualifier nahm Schnier daraufhin an der Austrian Darts Championship 2019 teil, wo er knapp mit 5:6 gegen Keegan Brown unterlag.
Ohne wirklich die Tour Card anzuspielen, nahm Schnier 2020 an nur einem Tag der Q-School teil. Die darauffolgenden Jahre trat Schnier wenig in Erscheinung, im Oktober 2021 versuchte er sich beim Western Europe Qualifier für die PDC-WM, bevor er ab 2022 wieder vermehrt die Turniere der WDF spielte. So war er Teil des österreichischen Teams beim WDF Europe Cup 2022. Im Einzel gewann er dabei ein Spiel. Im Doppel verlief es für Schnier und Patrick Tringler nicht besser. Im Teamwettbewerb gewann Österreich ebenfalls nur ein Spiel und schied als Gruppenletzter aus.
Im Januar 2023 spielte sich Schnier bei den Romanina Open ins Viertelfinale. Auch bei den Helvetia Open Anfang Juni war für Schnier im Viertelfinale Schluss. Kurz darauf spielte sich Schnier erneut über den Host Nation Qualifier zu den Austrian Darts Open. Hierbei konnte er zum zweiten Mal ein Spiel auf der European Tour gewinnen, indem er Jeffrey de Zwaan mit 6:5 besiegte. In seinem Zweitrundenspiel unterlag er jedoch Nathan Aspinall mit 2:6.
Ende des Monats errang Schnier seinen ersten WDF-Titel. Er gewann das Balaton Darts Masters mit 5:1 im Finale gegen Patrik Kovaćs. Auch das am gleichen Wochenende ausgetragene Balaton Darts Classics entschied Schnier für sich. Hier gewann er mit 5:4 im Finale gegen Daniel Racoveanu aus Rumänien. Ende September spielte sich Schnier ins Finale der Slovenia Open, er unterlag jedoch Matthew Edgar mit 4:6. Daraufhin reiste er als Mitglied des Nationalteams des Österreichischen Darts Verbandes (ÖDV) nach Esbjerg zum WDF World Cup 2023. Im Einzel verlor er dabei sein erstes Spiel gegen Raymond Smith, wenn auch knapp mit 3:4. Im Doppel verlief es für ihn und Markus Straub deutlich besser: Die beiden gewannen insgesamt vier Spiele und zogen bis ins Halbfinale ein. Hier erwiesen sich jedoch Haupai Puha und Ben Robb aus Neuseeland mit 2:5 als zu stark. Dennoch konnten sie mit der Bronzemedaille die erste österreichische Medaille im Erwachsenenbereich des WDF World Cups gewinnen. Das österreichische Team überstand zunächst die Gruppenphase mit einem Sieg aus zwei Spielen, im ersten Spiel der K.-O.-Runde schieden sie jedoch gegen die Vereinigten Staaten aus.
Im Februar 2024 folgte sein nächster WDF-Titel, er gewann das Lakitelek Darts Classic mit einem 5:4-Finalsieg über László Kádár. Auch in diesem Jahr war Schnier Teil der Österreichischen Host Nation Qualifier bei den Austrian Darts Open, er unterlag jedoch in Spiel eins Brendan Dolan mit 3:6. Beim Austrian Darts Festival im Mai kam Schnier bei beiden Turnieren ins Viertelfinale. Ende September nahm er am WDF Europe Cup 2024 teil: Im Einzel schied Schnier im ersten Spiel aus, im Doppel konnten er und Franko Giuliani lediglich ein Match für sich entscheiden. Das österreichische Team zog im Teambewerb nach einem 2. Gruppenplatz sowie einem 9:3-Sieg gegen Belgien ins Viertelfinale ein, dort schied man mit 9:2 gegen das Team der Niederlande aus, womit am Ende ein 5. Platz feststand.
Daraufhin nahm Schnier am World Masters 2024 teil, für das er sich im Vorfeld qualifiziert hatte. Mit drei Siegen aus vier Spielen überstand er dabei die Gruppenphase, verlor aber sein erstes K.-o.-Match gegen Cliff Prior mit 1:5. Besser lief es bei den am gleichen Wochenende ausgetragenen WDF World Open. Hier war erst im Achtelfinale Schluss für Schnier. Bei den Slovenia Masters Anfang November zog Schnier ins Finale ein, unterlag in diesem aber Benjamin Pratnemer mit 2:6. Die Slovenia Open am gleichen Wochenende konnte Schnier hingegen gewinnen, erschlug Denis Duh mit 6:5 im Finale.
Als Nachrücker qualifizierte er sich dank seiner guten Leistungen über die Rangliste für die WDF World Darts Championship. Dort traf er in Runde eins auf László Kádár, mit dem er sich eine enge Partie lieferte, die Schnier letztlich im Last-Leg-Decider für sich entschied. Sein zweiter Gegner war Jason Brandon aus den Vereinigten Staaten. In diesem Spiel gewann Schnier lediglich ein Leg und schied mit 0:3 aus. 
Im April 2025 wurde vom Österreichischen Darts Verband bekanntgegeben, dass Schnier auch 2025 wieder als Teil des Nationalteams Österreich beim WDF World Cup, welcher in diesem Jahr in Seoul ausgetragen wird, vertreten wird.

## Titel

### WDF
- Bronze-Turnier:
  - Balaton Darts Classics: (1) 2023
  - Balaton Darts Masters: (1) 2023
  - Lakitelek Darts Classic: (1) 2024
  - Slovenia Open: (1) 2024

## Weltmeisterschaftsresultate

### PDC
- 2009: Vorrunde (4:6-Niederlage gegen  Shi Yongsheng)

### WDF
- 2024: 2. Runde (0:3-Niederlage gegen  Jason Brandon)